# Ramulus ecarinatus
Ramulus ecarinatus är en insektsart som först beskrevs av Wen-Xuan Bi och Yong Shan Lian 1991.  Ramulus ecarinatus ingår i släktet Ramulus och familjen Phasmatidae. Inga underarter finns listade i Catalogue of Life.